# ドラゴンクエストVI 幻の大地
『ドラゴンクエストVI 幻の大地』（ドラゴンクエストシックス まぼろしのだいち）は、1995年12月9日に日本のエニックスから発売されたスーパーファミコン用ロールプレイングゲーム。
同社の『ドラゴンクエストシリーズ』第6作目。「天空シリーズ」の3作目かつ完結編として位置づけられる。またスーパーファミコンで発売された最後の本編作品である。
もう一つの世界である「幻の大地」の存在を知り「自分探しの旅」に出た主人公が、大魔王を討伐し世界を救出する内容となっている。また『ドラゴンクエストIII そして伝説へ…』（1988年）以来となる転職システムや、2つの世界を何度も往復するシナリオ、前作『ドラゴンクエストV 天空の花嫁』（1992年）に続きモンスターを仲間に出来るシステムなどを特徴とする。キャッチコピーは「DQ（ドラクエ）を超えるのは、DQだけ」。タイトルロゴは「DRAGON QUEST」の文字の下に影が重なったデザインとなっている。
開発はこれまでのチュンソフトに代わりハートビートが行ったが、主要スタッフは続投し、プロデューサーは千田幸信、ゲーム・デザインとシナリオは堀井雄二、キャラクター・デザインは鳥山明、音楽はすぎやまこういち、ディレクションおよびプログラムは山名学が担当した。
SFC版の発売後には、ゲームブック化、小説化、ドラマCD化、漫画化、スピンオフ化も行われた。
2010年1月28日には初めてとなるリメイクとしてニンテンドーDS版が、2015年6月11日にはスマートフォン（iOS、Android）版が発売された。海外版は発売されなかったが、日本国外ではニンテンドーDS版が北米で『Dragon Quest VI: Realms of Revelation』として、欧州では『Dragon Quest VI: Realms of Reverie』として発売された。
日本国内での売上本数は約320万本であり、スーパーファミコン用ソフトとしては歴代3位の記録となった。また、ゲーム誌『ファミ通』の「クロスレビュー」では、スーパーファミコン版およびニンテンドーDS版共にゴールド殿堂を獲得した。

## ゲーム内容
テーマは「発見」であり、2つの大きなワールドマップ（パラレル）が存在し、主人公たちは2つの世界を行き来しながら冒険を進める。複数のワールドマップが存在するRPGは過去にもあったが、それらは、序盤は主人公の住んでいる世界だけを移動でき、物語が進むことによって舞台がほかの世界へ移るという形式が多かった。しかし本作では、ゲーム序盤から2つの世界を行き来しながら物語が進行する。SFC版の商品には両方の世界がそれぞれ表裏に印刷された紙製の白地図が付属しており、プレイヤーが冒険中に「発見」したスポットをメモ出来るようになっている。
物語中盤以降は次の目的地が明確に示されず、行動できる範囲をさまよううちに新しい「発見」ができる仕組みになっている。特に海底に行く手段を得た後は、どの順番でもシナリオを攻略できるようになる。
物語の進行に伴って町の住人たちの台詞が変化する。また感情を表す吹き出しの実装によって驚き、疑問などの感情表現がわかりやすくなった。
システム面の改変点が多く、リメイク作を含めた以降の作品に継承されたものも多い。当時としては大容量の32メガビットROMが採用され、町やフィールドなどのグラフィック面において、前作までと比べてリアルさが増した。

### 移動
城や町、ダンジョンなどのグラフィックがさらに詳細になったほか、前作に比べ主に以下のような変更点がある。
- 町やダンジョンの中ではフィールド上より移動スピードが速くなった。
- ダンジョン内では跳ねる床や2度通ると落ちる床など、ギミックの種類が大幅に増加した。
- トヘロスの呪文や聖水の効果がダンジョン内でも有効になった。
- ダンジョン内において、中ボスのいる部屋では他の場所とは異なるBGMが流れるようになった。
- 扉を押す（扉の前で扉に向かって移動する）だけで開けられるようになった。開くのに鍵が必要な扉も、それに対応した鍵があれば押すだけで開く。これにより「とびら」コマンドは廃止された。
- 馬車システムは、馬車が入れないダンジョンでも、戦闘中以外は馬車で待機しているキャラクターの呪文・アイテムをいつでも使うことができるようになった。また、ダンジョンで戦闘に勝つと、馬車で待機している仲間も経験値や戦闘回数が加算され、それに応じてレベルや職業熟練度も上昇していく。
- 本作より、どの井戸でも調べることで井戸の内部に入れるようになった[4]。ただし、井戸を調べたときにトラップモンスターが出現することもある。
- 本作ではイベント内で夜のシーンになることはあるが、シナリオの複雑さの関係上[5]、III, IV, Vのようなフィールド上を歩くことで昼から夜に時間が移り変わるというシステムは廃止された。

### アイテム関連
ふくろ
今作からは「預かり所」が廃止され、代わりにアイテムを何種類でも保管し持ち歩くことができる「ふくろ」（大きなふくろ）が初登場し、使わないアイテムはふくろの中に入れておくシステムとなった。移動中には必要なときにアイテムを出し入れでき、アイテム別に持っている個数が表示される。
なお、戦闘中はふくろを使用できない。また本作では移動中であってもふくろの中の道具を直接使用できないので、使うアイテムはふくろから出しておく必要がある。ただし、鍵はふくろに入れたままでも扉を押すことにより対応する扉を開くことができる。
このシステムは機能の修正を行いつつ、『V』以前の作品のリメイク作品も含め、これ以降の作品にも引き継がれている。
鎧・兜・楯・剣など、いくらでも詰め込むことが出来るが、1つの種類に対して99個までしか収納出来ず、100個以上入れると超過した数量は消失する。
ゴールド銀行
「預かり所」の廃止と「ふくろ」の登場に伴い、ゴールド（貨幣）を預かる「ゴールド銀行」が新たに登場した。「ふくろ」コマンドとともにこれ以降の作品にも引き継がれ、リメイク作品でも預かり所がゴールド銀行に変更された。1000ゴールド単位で預けることができ、全滅しても減額されることはない。
会話の記憶
重要な会話をゲーム内で記録できるようになった。会話の直後に内容を記憶するボタンを押すことによって町の人が話したことを記憶し、必要なときに主人公の特技「おもいだす」で記憶した会話内容を閲覧できるシステムが導入された。主人公が最初から使用できる「おもいだす」は3個まで記憶できる（それ以上記憶すると古いものから消去される）が、主人公のレベルが上がると、10個まで記憶できる「もっとおもいだす」、32個まで記憶できる「ふかくおもいだす」、不要なメッセージを選択して削除できる「わすれる」コマンドも使えるようになる。
ゲーム中でも、謎を解くのにこのシステムを活かせる場面が用意されている。
世界地図
下の世界の「ふしぎなちず」のみ、今までに行ったことのがない場所はグレー一色で表示され、訪れるとそのエリアの詳細が表示される。これによりまだ訪れていない場所が一目で分かるようになった。

#### 乗り物
馬車を除くと6種類の乗り物が登場する。また、「あわあわ船」により、ドラゴンクエストシリーズで初めて海底の冒険が可能になった。神の船、ひょうたん島、空飛ぶベッドはルーラを使用すると目的地付近に自動で移動してくる。「はざまのせかい」ではすべての乗り物が利用できない。
- 神の船 - 下の世界で登場。乗り込むことにより、水上を移動する。機能としては従来の作品の船と同様。プレイヤーが自由に利用できるようになるのは、ムドーを倒してからである。
- 動く島（ひょうたん島） - 上の世界で登場。水上を動くひょうたん型の島。乗り込むことにより水上を移動する。航海中にボタンを押すと島の中での行動に切り替わる。島内に宿屋がある。
- 空飛ぶベッド - 上の世界で登場。乗り込むことにより平坦な地形の上を低空飛行する。移動中は敵と戦闘にならない。
- あわあわ船 - 神の船で移動中に「マーメイドハープ」を使うことにより海中に潜る。これによって浅瀬や橋の下を通ることもできる。
- 魔法のじゅうたん - アイテム「まほうのじゅうたん」を使うことにより、平坦な地形の上を低空飛行する。空飛ぶベッドと違い、アイテムとして持ち運べる。移動中は敵と戦闘にならない。
- ペガサス - 陸上を移動中に「てんまのたづな」を使うことにより、馬車の馬が翼で高い空を飛ぶ。

### プレイヤーキャラクター
前作と同様、プレイヤーキャラクターには人間のキャラクターと仲間モンスターが存在する。
人間のキャラクターはシナリオの進行にしたがって増加していくが、一部は加入しなくてもシナリオは進行する。物語中盤以降は「ルイーダの酒場」で、主人公とバーバラを除くキャラクターを自由に入れ替えることができるようになる。仲間モンスターを預けるモンスターじいさんは廃止され、人間のキャラクター・仲間モンスターともにルイーダの酒場に預けるようになった。
本作では「命名神マリナンに仕える神官」に会うことにより、キャラクターや「ふくろ」の名前をゲームの途中で何度でも変更することができる。ただし、すでに使われている名前（まだ仲間にしていないキャラクター・モンスターや重要人物も含む）に変更することはできない。また、不適切な名前にしようとすると神官から警告を受け、それにも従わず命名すると、再度名前を変更する際に5,000ゴールドが必要となる。
ステータスには「かっこよさ」が初登場し、その高さを競うイベント「ベストドレッサーコンテスト」（後述）も登場した。代わりに「うんのよさ」のステータスが廃止された。「かっこよさ」は容姿の端麗な人間キャラクターやかわいいモンスターほど数値が高く、武骨な外見の人間キャラクターや醜悪なモンスターなどは数値が低い。キャラクター固有の値のほか、各武器・防具にもかっこよさが設定されており、装備することでその武器・防具に応じてかっこよさが上下する。武器・防具を磨いて「かっこよさ」だけを上昇させる「おしゃれな鍛冶屋」も存在する。

#### 仲間モンスター
SFC版では、前作同様に一部のモンスターのみ戦闘勝利後に起き上がって仲間になりたそうにすることがあり、起き上がった場合はプレイヤーの判断で仲間にできる。本作では「まものつかい」の職業に就いている者が馬車の外で戦闘に参加していなければ、モンスターが戦闘後に起き上がることはない。また、特定の出現場所でしか仲間に出来ないモンスターも存在する。｢まものつかい」の職業熟練度が上がれば仲間にできるモンスターが増えていく。
本作では仲間モンスターも人間のキャラクターと同様、転職が可能である。仲間になる可能性のあるモンスターの種類は18種おり、同じ種類のモンスターは最大3匹まで仲間になるが、一度に仲間にできるモンスターはルイーダの店に預けられたモンスターを含め最大15匹までとなり、前作に比べ規模が縮小された。イベントで仲間になるドランゴとルーキーは、先述の15匹の枠には含まれず人間キャラクターと同じ扱いになる。

### 職業・転職
本作の各プレイヤーキャラクターには「職業」が初期設定されているが、これはキャラクター登場時の状況に合わされている身分である。中盤以降では転職によって新たな職に就いて熟練度を上げることで、さまざまな呪文・特技を習得できる。職業は、条件なしで転職できる基本職9種と、一定条件を満たすことで転職できる上級職9種の合計18種がある。そのうち2種は隠し職業といわれ、「さとり」を入手することで転職できる。
また、今作では勇者が職業となっており、条件を満たせば誰でもなれるようになった。主人公も初期状態では勇者ではないが、他のキャラクターより勇者になるための条件が緩くなっており勇者になりやすくなっている。
前作から登場した「特技」が本作では格段に増え、特定の職業で経験を積むことによって人間・モンスターに関係なくさまざまな呪文・特技を覚えることができるようになった。
職業についている間はその職業に応じてステータスが変動する。変動にも傾向があり、戦士などの物理系職業はHPやちからなどのフィジカル系能力が上がる代わりにMPとかしこさが下がり、魔法使いや僧侶のような魔法系職業はその逆である。また、転職しても前の職業で覚えた呪文・特技を忘れることはない。つまりほぼ全ての特技・呪文を習得させることができる。
従来作品から存在するキャラクターのレベルや経験値とは別に、職業ごとの「熟練度」があり、戦闘回数をこなすことによってのみ上昇する。熟練度が一定値に達すると「職業レベル」が上昇するとともに新たな呪文・特技を習得し、職業ごとの特殊な能力が備わることもある。職業レベルは職業ごとの独特の呼称および☆の数で表され（ステータス画面で確認可能）、☆が8個になるとその職業をマスターしたことになる。転職をしても、その時点までの熟練度はそのまま残る。ただし、戦う場所に対して、そのキャラクターのレベルが高すぎると熟練度は上昇しない(ダーマ神殿の女老人がその事を喋ってくれる)。ある程度物語を進めてから行けるエリアのほとんどはレベルに関係なく熟練度を加算できる。
職業によるステータスの補正はあるが、例えば戦士タイプのキャラクターが魔法使いに転職してもMPが元から低いため恩恵は低い。そのためキャラクターに適していない職業の熟練度を上げることは難しくなっている。
また、本作では隠しダンジョンへ入る条件が職業の熟練度と関係しているため、最後まで遊ぶためには転職は必須である。

#### 職業一覧[12]
解説文中の呪文についての詳細はドラゴンクエストシリーズの呪文体系、特技についての詳細はドラゴンクエストシリーズの特技一覧を参照。
- 無職 - 「職業に就かない」という選択も可能。一度何らかの職に就いたとしても、元の無職の状態に戻ることができる。前述のとおり、一度修得した呪文や特技が消えることはない。ただし本作では他の職業をマスターしたあとに無職になっても何も特典はなく、また、能力値が一切下降しない職業もある。
- 基本職
  - 戦士 - 剣術系特技を覚える。
  - 武闘家 - 格闘系の特技を覚えるほか、真空系特技の「かまいたち」を覚える。他の職業よりも会心の一撃が出やすい。
  - 魔法使い - 攻撃呪文（初級・中級）や補助呪文を覚える。
  - 僧侶 - 補助呪文、回復呪文や真空系・即死系攻撃呪文を覚える。
  - 踊り子 - さまざまな踊り系の特技を覚えるほか、打撃攻撃の回避率が上昇する。
  - 盗賊 - 戦闘後に確率で宝物を盗めるようになる。移動に便利な呪文、特技を覚える。
  - 魔物使い（SFC版） - 戦闘後に一部のモンスターを仲間に加えることができる。ブレス系特技を中心に覚える。
  - 商人 - 戦闘後に追加ゴールドを得ることができる。道具や宝箱を鑑定する呪文「インパス」を覚えるほか、戦闘補助的な特技を覚えていく。
  - 遊び人 - かっこよさがわずかに上昇するほかはすべての能力値が下がるほか、戦闘中に勝手に「遊び」を行い、指示を無視することがある。本作では「遊び」の中には役に立つものもある(特定の人間キャラクター固有の遊びもある)。相手の技をまねして反撃する「まねまね」やモンスターを呼び寄せる「くちぶえ」など、変わった特技を覚える。
- 上級職
  - バトルマスター - 戦士と武闘家をマスターすると転職可。主に物理攻撃系の特技を覚える。戦闘中、敵の攻撃を打ち払って回避することがある。
  - 魔法戦士 - 戦士と魔法使いをマスターすると転職可。属性付き剣技を中心に覚え、最終的に高威力の単体攻撃「メラゾーマ」を覚える。上級職で唯一、職業特性がない。
  - パラディン - 武闘家と僧侶をマスターすると転職可。真空・自己犠牲系などの呪文・特技を覚え、下がるステータスが存在しない極めて強力な職業。打撃攻撃で敵を即死させることがある。
  - 賢者 - 魔法使いと僧侶をマスターすると転職可。各種最上級呪文を覚え、精霊の召喚もできるようになる。呪文・特技の消費MPが職業レベルに応じて減少し、マスターすると半分になる（全MPを消費する呪文、特技を除く）。
  - レンジャー - 盗賊・魔物使い・商人をマスターすると転職可。自然を利用した特技を覚える。特技はMPを消費しないものばかりだが、失敗する可能性もある。「にげる」の成功率が上昇する。
  - スーパースター - 踊り子と遊び人をマスターすると転職可。効果の大きい踊り系特技を覚える。かっこよさは上昇するがかしこさが据え置きで他の能力値がすべて下がる。時々敵が見とれて1ターンの間何もしてこないことがある。
  - 勇者 - 究極の職業。主人公はバトルマスター・賢者・レンジャー・スーパースターのうちどれか1つをマスターすると転職可。ほかのキャラクターはこれらの4つの上級職を全てマスターする必要があるため、隠し職業以外の他の職業をすべてマスターしないと勇者に転職できない。強力な呪文・特技等を覚え、戦闘中HPが自動的に回復するようになる。ステータス補正が特に優れ、すばやさとみのまもりが据え置きでそれ以外の能力値はすべて上がり、下がる部分が存在しない。
- 隠し職業
  - ドラゴン - 「ドラゴンのさとり」を持っていると転職可。最上級のブレス系を覚える。敵が「驚き戸惑う」ことで味方パーティーが先制攻撃できる確率が上昇する。仲間モンスターの「ドランゴ」は最初からこの職業に就いている。「ドラゴンのさとり」はクリア後の道具屋で購入可能となる。
  - はぐれメタル - 「はぐれのさとり」を持っていると転職可。モンスターのはぐれメタルのようなステータス補正が入り、凄まじい素早さと守備力を得る代わりにそれ以外の能力値が大幅に減る(特にHP)。覚える特技は強力な上、マスターすれば全属性への完全耐性を獲得し、欠点だったHPが底上げされる。なお仲間モンスターの「はぐれメタル」を仲間にしても無職であり、他のキャラクターと同様、「はぐれのさとり」がないと転職できない。熟練度が上がると「マダンテ」を習得できる。

### 戦闘
前作からの主な変更点は以下の通り。
- 戦闘画面は前作『V』ではウィンドウ内にモンスターが表示されていたが、本作では暗転後、画面全体が戦闘専用の画面に移行する形式となり、戦闘画面全体に場所に合わせた背景が表示されるようになった。
- ほとんどの敵モンスターが行動時にアニメーションをするようになった（ただし、最終ボス以外は効果音を伴わない）。モンスターデザインは一新され、アニメーション自体は本作以降も導入されている。
- SFC版のみ戦闘画面での味方のパーティーメンバーの状況は右上に表示をされる[注 4]。
- 各キャラクターごとの個別コマンドは「攻撃・呪文・特技・道具・装備・防御」の6つ[13]。
- 戦闘に参加できる最大人数は『IV』と同じく4人となった。馬車システムについては『V』と同様「いれかえ」「そうがえ」で戦闘に参加するメンバーをターン開始前に即座に入れ替えることが可能である。
- 作戦は「じゅもんせつやく」が廃止され、新作戦「おれにまかせろ」が登場。これは、敵への攻撃を主人公中心とし、ほかのキャラクターは主人公のサポートに徹する作戦であり[14]、主に敵の行動を妨害することで主人公を援護する。また、本作では戦闘中にリアルタイム（＝臨機応変）でAIが行動を決めるようになった。AI自体も敵の弱点やHPを最初から見破り、有効かつ最大の攻撃のみを選択するようにプログラムされているため、プレーヤー操作よりも効率よくキャラクターが行動することが可能である。
- 戦闘終了後に移動画面に戻る際、BGMは最初に戻らず、戦闘に入る直前の箇所から流れるように変更された（デスタムーアの城は例外）。以後の作品でも、ゲームボーイ版作品とニンテンドーDS版『IV』以外は同様の仕様となる。

### サブゲーム・コレクション
ベストドレッサーコンテスト
「かっこよさ」を競うコンテスト。8つのランクがあり、最初はランク1からの挑戦となる。参加したランクで1等賞を取れば賞品を獲得でき、ひとつ上のランクのコンテストに挑戦できる。ランクによっては、男性限定・女性限定やモンスター限定のランクもある。上のランクになるほどクリアに必要な「かっこよさ」の値は上昇していく。また、同じ種類の武器・防具を揃えるなど、コーディネイトによってはボーナスポイントがプラスされ、キャラクター自身と装備品のかっこよさより高い数値の評価点を得られることもある。
主催は大富豪のカルバン・ジャンポルテ。サブゲームではあるが、あるランクでは入手しないとストーリーを進めることができないキーアイテムが賞品となっており、その賞品を入手するまではコンテストに出場する必要がある。
スライム格闘場
スライム系の仲間モンスターのみが参加できる格闘場。オーナーはスラッジ。各ランクで優勝すれば賞品がもらえる。参加する仲間モンスターは1匹で戦うが、敵は複数を相手にし、スライム系とは限らない。各ランクとも3連戦勝ち抜きで優勝（ランクHでは3連戦とチャンプ戦に勝てば優勝）となる。格闘場での戦闘中は完全AI戦闘となり、一定ターンが経過すると疲れ果てて強制敗北となる。最高難度の「ランクH」以外は2度優勝するまで挑戦することができるが、2度目の挑戦では開始時のHPとMPが半分となるハンデがつく。
カジノ
専用のコインを購入し、それを使ってミニゲームに挑戦し、獲得したコインを景品に交換できる。本作ではポーカーとスロットマシンの2ゲームのみ。スロットマシンではリーチアクションやボーナスゲームが追加されている。本作からは複数の場所にカジノが存在するようになり、場所によってスロットマシンの台数やレート、ポーカーでのダブルアップのルール、交換できる景品が異なる。
ちいさなメダル
メダル王に持っていくと褒美がもらえる「ちいさなメダル」は、主人公たちが持っているメダルの累計が一定枚数に達することにより新たなアイテムが1つずつもらえる方式となっている。以降発売される本編作品でもリメイク版『V』以外は同様の方式となる。

### 道具
物語を進める上で特に重要な道具について解説する。
盗賊の鍵 / 魔法の鍵 / 最後の鍵 / 鏡の鍵 / 水門の鍵 / 牢獄の鍵
各地に存在する扉や水門を開く鍵。盗賊の鍵は簡単な扉を、魔法の鍵は盗賊の鍵で開かない特殊な扉を、最後の鍵は鉄格子を含めたほぼすべての扉を、鏡の鍵は月鏡の塔の扉を、水門の鍵は水路を封鎖した水門の扉を、牢獄の鍵ははざまの世界にある牢獄の町の牢獄を、それぞれ開くことができる。
本作では盗賊の鍵が店で販売されていて、早期に購入するとストーリーの進行が有利になる。
精霊の冠
村祭りに必要な冠。ある有名な職人しか作れない。
通行証
上の世界のレイドックに入るために必要な物。旅立ちの前夜にライフコッドの村長から渡される。
夢見のしずく
見えないものを見えるようにする不思議な湧き水。夢の世界の住人が現実の世界でこれを使うと、現実の世界の人々に姿が見えるようになる。
ラーの鏡
真実を映し出す鏡。レイドック城兵士として雇われた主人公とハッサンは、これを探し出すように命じられる。上下両世界で対ムドー戦で重要な役割を持つ。戦闘中に使うと味方に化けている敵を元に戻す効果がある。
黄金のつるはし
純金製のつるはし。障害物の岩や薄い壁を砕ける。
マーメイドハープ
人魚たちの力が込められたハープ。下の世界で船に乗っている状態で奏でると、船があわあわ船になり、海底に行くことが出来る。
砂の器
散らばった時の砂を納める事が出来る器。
天馬の手綱
ペガサスを制御するための手綱。入手した直後は能力の一部を封じられているが、それが開放されるとき、はざまの世界に突入するための重要な道具となる。
ラミアスの剣 / オルゴーの鎧 / スフィーダの盾 / セバスの兜
伝説の4つの武具。名前の由来は不明。それぞれに異なる印が刻まれており、クラウド城へ行く鍵となる。
真実のオーブ
はざまの世界の真の姿を映し出すオーブ。ある大賢者が持っている。

## 設定

### ストーリー
オープニングでは主人公たち3人（主人公とハッサンとミレーユ）が冒険の旅の末に魔王ムドーの城を見つけ、城に乗り込む。しかし、ムドーの術にかけられ、3人ともどこかに飛ばされてしまう。という夢を見た主人公が目覚めるところでストーリーが始まる。
主人公は、山奥の村ライフコッドで妹のターニアと2人暮らしをしている青年。
ある日、村長の依頼で年に一度の村祭りに必要な道具を麓の町まで取りに行くことになるが、その道中で大地に開いた大穴に落ちてしまい別の世界へ行く。その世界では自分を認識してもらえない奇妙な体験をし、元の世界に戻りライフコッドで話を聞くと、その世界が「幻の大地」であると判明する。その後の村祭りで精霊のお告げがあり、主人公は旅立ちを決意する。旅の道中では主人公と同じ境遇の仲間と行動を共にし、それぞれ本当の自分自身を見つける、所謂「自分探しの旅」をする。
大地に空いた大穴、もう一つの世界、大魔王の存在が次第に明らかになり、世界の平和を取り戻すために魔王の討伐のためにはざまの世界へ入っていく。

### 他のシリーズ作品との関連
本作は『ドラゴンクエストIV 導かれし者たち』『ドラゴンクエストV 天空の花嫁』に続く「天空シリーズ」の3作目として位置づけられる。
SFC版では『IV』『V』と本作との繋がりについて特に明らかにされなかったが、DS版ではクリア後のとあるイベントによって『IV』『V』と同一世界の過去の物語であることが明らかになった。
本作の夢の世界に登場する「クラウド城」は、『IV』『V』に登場した「天空城」と構造がほぼ同じである。一方で本作にはロトシリーズで登場した精霊と同名のルビスが登場するが、同一の精霊なのかどうかは明らかにされていない。

### 世界設定
本作ではゲーム開始直後から2つの世界を行き来することができ、ストーリー中盤まではこの2つの世界を何度も行き来しながらシナリオを進めていくこととなる。この2世界は地面に開いた大穴やフィールド上の階段によって行き来でき、物理的に重なっていると捉えることができることから、公式ガイドブックでは上の世界、下の世界と呼ばれているが、ストーリーを進めると上の世界が夢の世界、下の世界が現実の世界であることが判明する。
両世界に点在する井戸を利用することによっての世界間移動もでき、イベントで別のものが出入り口になることもある。アモールやライフコッド、クリアベールなど、夢と現実の2つの世界に共通して存在する場所もある。これらの場所では、一方の世界で何か変化が起きると、もう一方の世界でもそれに合わせた変化が起きるようになっている。またこれ以外の場所でも、夢の世界の事件を解決することで現実の世界でトラブルが解消されたり、現実の世界のとある夢を見ている老人の家と夢の世界の町が地図上でほぼ一致する位置に存在することから、プレイヤーが町の正体を推測することができるなど、数々の「発見」をすることができるようになっている。
この2世界のほか、終盤でははざまの世界という第3の世界が登場する。また、下の世界では地上のほかに海底のフィールドマップもあり、本作では実質的に4つのフィールドマップが存在する。
夢の世界（上の世界）
現実の世界の住人たちが思い抱く夢によって存在している。オープニング終了後、冒険はまずこちらの世界から始まり、後にストーリーが進むと、この世界が夢の世界であるということが判明する。
世界地図で見ると大陸全体が丸い形になっていることが特徴で、草原の色は若干薄い。
主に現実の世界の人間の願望などによって形作られており、現実の世界の人間との接点はないが、カルベローナの民や魔法使いミラルゴなどの魔道に精通している者であれば、死後に精神を分離させ、現実の世界での意識を持ったまま夢の世界の住人として生活することも可能である。
ストーリーを進めるにつれ、空飛ぶベッドやひょうたん島で移動できるようになる。
現実の世界（下の世界）
ストーリー上の本来の世界である。物語の初め、夢の世界からは本作のサブタイトルにもなっている「幻の大地」と呼ばれる。
夢の世界の者が大穴などを通ってこの世界を訪れ、この世界の人間に話しかけても、この世界の人間からは声は聞こえるが姿は見えない。「ゆめみのしずく」という液体を身体に振り掛けると姿が可視化されるようになる。ただし、夢をも侵攻せしめる大魔王デスタムーアの尖兵である魔物は、「ゆめみのしずく」をかけていない夢の世界の者も視認可能である。
世界地図で見ると大陸全体が四角くなっていることが特徴で、草原の色は上の世界に比べると暗めである。
ストーリーを進めると船を手に入れることができ、さらに進めると海中に潜ることもできるようになる。
はざまの世界
デスタムーアによって作り上げられた、夢と現実の狭間をさまよう暗黒の世界。現実の世界や夢の世界に住んでいた何人もの人々が、大魔王の手によってこの世界に取り込まれ、みな腑抜け状態になる。
主人公たちが初めに訪れる部分はこの世界の「仮の姿」であり、魔王の幻術を解かない限り「真の姿」を見ることはできない。
自らの力で行くには、ペガサスの力を借りなければならない。また、この世界では魔法のじゅうたんやてんまのたづなは使えない。

#### 国家・都市・建造物など
- 2世界に共通して存在する国・都市
  - ライフコッド - レイドックから北方の山にある村。村の民芸品は木彫り細工と絹織物。毎年、山の精霊を祭る村祭りが行われる。夢の世界では冒険のスタート地点であり、主人公はここで妹ターニアと一緒に暮らしていることになっている。現実の世界ではシナリオ後半になって訪れることとなり、村人たちはよそ者に対して冷たく、主人公の命を狙うデスタムーアの手先に襲われることとなる。しかし、村人達の身体能力は極めて高く、はざまの世界に生息する強いモンスター達相手に奮戦する様子がある。
  - レイドック - 世界のほぼ中心にある王国。現実の世界では王子が行方不明となり、王と王妃は眠ったまま目覚めない状態が続いている。行方不明の王子は、実は主人公のことであるが、記憶からは無くなっている。夢の世界では、現実の世界のシェーラ王妃が、ムドーの仕業によってレイドック王へと姿を変えられ、日夜寝ることなく統治している。
  - アモール - レイドックから西方、清水の流れる川沿いに作られている町。回復アイテム「アモールのみず」の産地。夢の世界では、岩山で隔てられており、レイドックから徒歩では行けず、現実世界のアモールからイベントにより訪れることになる。現実世界の教会では元盗賊のジーナばあさんが手伝いとしてひっそりと暮らしているが、彼女の見る悪夢が、夢の世界に影響を与えている。なお、以降のドラゴンクエスト作品にも「アモールの水」というアイテムが登場する。
  - クリアベール - 南の大陸にある町。現実の少年ジョンが夢見る「空飛ぶベッド」が夢の世界ではしばしば見られ、名物となっていたが、ある日、ジョンが幼くして亡くなったために、見られなくなっていた。
  - グレイス - 世界の南西の果てに位置する廃墟と化した城。毒の沼地に侵食され、城の基礎しか残っていない。主人公たちは井戸をのぞき込むことで夢の世界に行き、城が滅びた経緯と伝説の鎧の所在を知ることとなる。この国では伝説の悪魔を呼び出し、その力を借りて魔王を滅ぼそうとしていたが「その悪魔に人間が襲われない確証など無い」と国民は怖れていた。召喚の儀式が王の独断で強引に実行された結果、国民の不安は的中。召喚した悪魔を制御することが出来ず、城は滅ぼされた。夢の世界で外部からグレイス城に直接入ることもできるが、現実世界と同様に城は廃墟となっており、シナリオを進めるイベントなども特にない。
- 4つの封印 - 下記は、クラウド城を除いて、いずれも現実世界では魔王によって滅ぼされた。夢の世界では存在し続けていたが、それすらも魔王にとっては脅威となるため、建物や町ごと封印され、その跡地は現実の世界に通じる大穴となった。海上に穴のあるカルベローナ以外では、その大穴から飛び降りることで現実の世界に行くことができる。これらはそれぞれ封印した張本人を倒すことによって穴が塞がり、元の建物・町が夢の世界に復活する。
  - ダーマ神殿 - 職をつかさどる神殿。勇者となる者が現れるのを防ぐべく、ムドーによって封印された。
  - メダル王の城 - シエーナ（マルシェ）の北西にある小さな城。「ちいさなメダル」を集める王がいる。勇者一行が強力な武具を手に入れるのを防ぐべく、ジャミラスによって封印された。
  - カルベローナ - クリアベールの西の沖に浮かぶ島の魔法都市であり、バーバラの出身地。伝説の魔法「マダンテ」を使いこなす者が現れるのを防ぐべく、グラコスによって封印された。
  - クラウド城[注 6] - 夢の世界を束ねるゼニス王の住まう城。夢の世界の南東部に位置する。勇者一行がはざまの世界へ来るのを防ぐべくデュランによって制圧され、魔物の住む「ヘルクラウド城」として現実世界の空に浮いている。城内には「希望の卵」と呼ばれる巨大な卵があり、この世界の未来が生まれてくるらしい。
- 夢の世界のみに存在する都市・建造物
  - シエーナ - ライフコッドの南にある町。年に一度バザーが開催され、期間中は大勢の人で賑わう。またライフコッドの村祭りで使われる「精霊の冠」を作る職人が住んでいる。実際は現実世界に住む、とある老人の夢。
  - カルカド - 世界北東部にある島の砂漠の中の町。井戸が枯れるなど町は困窮状態にある。町の中では「しあわせの国」の噂が絶えず、幸せを求めて多くの人が町を出たという。
  - 地底魔城 - レイドックから南東方向にある、夢の世界のムドーが住まう地底の城。
  - 占いの館 - 道に迷った時に助言をくれる占い師が住んでいる。
  - 魔術師の塔 - クリアベール北の大砂漠にある塔。魔術師ミラルゴが住む。入口の扉は、ある呪文を唱えないと開かない。
  - スライム格闘場 - スライムの調教師スラッジの設立した、スライム系モンスターだけが出場できる格闘場。スライム系しか入れない部屋もある。
- 現実の世界のみに存在する国家・都市・建造物
  - トルッカ - 世界北西の島にある町。現実の世界で最初に訪れることになる町。誘拐事件が起こっている。
  - サンマリーノ - 港町で、ハッサンの出身地でもある。レイドックへの定期船が出ており、カジノもある。近くには夢占い師グランマーズの独居がある。
  - ゲントの村 - 癒しの力を持つ「ゲント族」の暮らしている村。チャモロの出身地。村の奥のドックには「神の船」が祀られており、昇降設備により直接水路に出られるようになっている。
  - モンストル - 戦士アモスによって魔物から救われた町であり、アモスは町の英雄となっている。
  - アークボルト - 世界北東部にある国。王は城の東にある旅の洞窟に巣くう魔物を退治させるため、強い者を募っている。
  - ホルストック - 南の大陸にある国。国を治めるホルテン王は、王家のしきたりである洗礼を受けたがらない悪戯好きで臆病な王子ホルスに手を焼いている。城の東には初代ホルストック王が作ったホルコッタの村がある。
  - フォーン城 - レイドックの南方にある、フォーン王の治める城。邪悪な魔術師ミラルゴによって姫・イリカが鏡に封じ込められており、彼女が「カガミ姫」として有名になっている。水門の鍵を管理している。
  - ペスカニ - 海岸沿いにある漁村で、村には洞窟もある。村に住む凄腕の漁師ロブは、かつて自分を助けた人魚のディーネに届けるために魚屋の残り少ない魚を買い占めたり、彼女が村人に見つかるのを恐れるあまり乱暴な態度を取っている。
  - マウントスノー - ザム神官の住む雪国の町。町の人はゴランという老人を除いて、その地を守る雪女ユリナによって氷漬けにされた。北の洞窟には伝説の剣があり、その封印を解く術を知るのは村に住むザム神官のみである。
  - ロンガデセオ - ならず者の町。パスがないと入ることができない。劇場やカジノがあり、伝説の鍛冶屋コブレの娘サリイが住んでいる。
  - ザクソン - ライフコッドの東方の山奥にある村。防具職人のクラーク・エンデの家があるが、エンデは姿を消してしまっている。店などは全くない。
  - ガンディーノ - 世界南東部の島にある国。先代の王は暴君だったが、現在は新たな王によって善政が敷かれている。ミレーユ・テリー姉弟が幼少時を過ごした国であり、現在でも養父母が住んでいる。先代の王の時代、ミレーユはここで奴隷となっていた。城下町の地下にはかつて国を脅かしていたギンドロ組のアジトがある。
  - ポセイドン城 - 海の王ポセイドンの城。かつて、大賢者が訪れたこともあるという。ポセイドンは自分に取って代わって海を支配するグラコスを不快に思っている。
  - ムドーの城 - 現実世界のムドーの居城。レイドックの東の海に浮かぶ島にそびえている。
- はざまの世界の町・建造物
  - 絶望の町 - はざまの世界で最初に訪れる町。大魔王によって現実の世界や夢の世界から取り込まれた人々が住んでおり、ザクソン村のエンデもここに暮らしている。人々は希望を失い、無気力となっている。主人公たちの行動によって活気が蘇った後は、人々から「希望の町」と呼ばれるようになる（正式名称は変化しない）。西には、現実世界への戻り口が隠されたヘルハーブ温泉があるが、強い意志を持たぬ人間は一層無気力になる。
  - 欲望の町 - 活気に満ち溢れているが、その正体は「欲望」である。大賢者が付けた名前があったと言われるが、その名を覚えている者は1人もいない。欲望の名の通りカジノもある。ここに住む大富豪モルガンは大賢者の残した宝について詳しいが、情報料として高額な金を要求する。実は牢獄の町の兵士に贈賄しており、密かにデスタムーアに通じている。
  - 牢獄の町 - 魔王の右腕アクバーの支配する、牢獄を中心とした建造物。はざまの世界に取り込まれた罪のない人間たちが囚われている。牢獄内には町のような場所があるが、店は兵士に荒らされたため品物は置いていない。囚われている人々はある程度の自治は認められているが、常にギロチンの恐怖に怯えている。奥深くには賢者クリムトが捕らえられている。
  - 嘆きの牢獄 - 大魔王デスタムーアの居城のすぐ南にある古い牢獄。大賢者マサールが捕らえられている。
  - ムーアの城 - 大魔王デスタムーアの居城で、本作のラストダンジョン。最初はとても高い岩山の上にあり入れないが、嘆きの牢獄でのイベントでマサール、クリムト兄弟に岩山を破壊してもらい、地上に落ちた時点で初めて入れるようになる。シリーズでは初めてラストダンジョン専用のBGMが使用されている。
- お楽しみダンジョン[注 7] - クリア後、特定の条件を満たすと入ることのできるダンジョン。地形は既存のダンジョンからの流用。途中にはライフコッドとほぼ同じ構造のデスコッドの村がある。過去のシリーズ作品に登場したトルネコ、マーニャ、サンチョとグランバニア王子・王女と思われる人物たちが登場し、それ以外の住人はほとんど魔物だが、主人公たちを襲うことはない。ダンジョン最深部にはダークドレアムの祭壇がある。

## 登場人物
この節では、ゲーム本編内で語られる設定を中心に記述する。なお以下の解説文中の呪文についてはドラゴンクエストシリーズの呪文体系、ステータスについてはドラゴンクエストシリーズ#ステータス（かっこよさについては本記事の解説）を参照。
前作同様、ステータス画面には肩書きが存在しており、ストーリーの進行によって肩書きが変化する。説明文中の《》はそのキャラクターの肩書き（ゲーム中ではかな文字で表記される）。

### 主要人物
主人公
声 - 関智一（CDシアター版・ライバルズエース）
演 - 北川裕貴（『ライブスペクタクルツアー』）
《むらのしょうねん（村の少年）》→《レイドックおうじ（レイドック王子）》
本作の主人公。夢の世界のライフコッドで妹のターニアと暮らしている17歳の少年で、両親は故人。村祭りで山の精霊からの啓示を受け、自分、そして世界の本当の姿を知る旅に出ることになる。
現実世界ではレイドックの王子。両親がムドーの術により眠りから覚めなくなった後、ハッサンやミレーユと共にムドー討伐に出かける。だが、ムドーの術により、心（意識）が本体から分離。意識だけを夢の世界に飛ばされた。意識体となったあとにハッサンやミレーユ、そして他の仲間とも出会い、ムドーを倒したのち現実のライフコッドにて本体と融合するが、ハッサンやミレーユよりも意識と本体の離れていた時間が長かったため、完全に本来の自分を取り戻すことに失敗する。本体と融合後はレイドック城に帰還し、大歓迎を受けるが、新たなる魔王の出現を知り、父王と母妃の理解を得て、魔王を打倒し平和を取り戻すべく再び旅立つ。
かつて幼い頃に実妹を病で亡くしている。
HP・ちからが高めで、前半の身の守りが非常に低い分、後半の伸びは良く、他のステータスも低くもない万能タイプ。レベルアップで、「ホイミ」「ルカニ」「ルーラ」「インパス」の呪文を覚える。また本体と融合すると「ライデイン」を思い出し使えるようになる。SFC版では「思い出す」「もっと思い出す」「深く思い出す」「忘れる」など、物語のヒントとなるであろうことを記録する特技も持つ。
初期状態では前作の主人公と同じく勇者ではないが、主人公のみ勇者への転職条件が特別扱いになっており勇者に転職しやすくなっている。また「ラミアスの剣」を始め、主人公だけが装備できる伝説の武具がある。
SFC版では「デイン」系の呪文と特技に耐性を持つ。
ハッサン
声 - 梁田清之（CDシアター版） / 安元洋貴（『ヒーローズII』）
《旅の武闘家》→《大工の息子》
夢の世界のレイドックにて兵士募集に志願している21歳の男性。同じく兵士に志願した主人公とともに、レイドック兵士の座をかけて試練の塔で競い合う。その後、レイドック王家の馬車を牽くことのできる馬を捜す旅に出た主人公に同行し、以後、仲間になる。
現実世界ではサンマリーノの大工の息子であり、大工仕事を嫌って家出して、憧れていた武闘家として名を上げるため魔王ムドーと戦っているレイドックを訪れ、主人公と出会う。主人公やミレーユと共にムドーに挑んだが、本体はムドーの術で石にされ、心（意識）が夢の世界へと飛んだ。ムドーの城で石になっている本体を発見し、意識体と融合する。
本人は大工仕事を嫌ってはいるが、両親に厳しく教え込まれているらしく、本人の意思に反してひとりでに体が動くほど大工仕事を得意としており、世界を救った後は原点へと立ち返り、一人前の大工を目指して修行を始める。
豪胆かつ他者思いな性格で、曲がったことを嫌う性格でもある。
HPが非常に高く、主人公を上回るちから・みのまもりも持つが、MP・すばやさ・かしこさ・かっこよさが低い。武闘家を称するが、すばやさが低く重装備が可能であり、戦士に近い。MPを消費する呪文・特技は職業の熟練度を上げない限り覚えることはないが、特技としてレベルアップにより「とびひざげり」「すてみ」「におうだち」を覚え、本体と融合すると「せいけんづき」を思い出し使えるようになる。
ミレーユ
声 - 久川綾（CDシアター版） / 田中理恵（ライバルズ）
《謎の女性》→《テリーの姉さん》（DS版以降は《テリーの姉》）
夢占い師の老婆グランマーズのもとで働く22歳の女性。サンマリーノで「幻の大地」に落ちて姿を失っていた主人公とハッサンに出会い、彼らを助けた後、仲間に加わる。後半で出会うテリーの実姉。
両親は既に亡く、弟のテリーと共にガンディーノの老夫婦に育てられた。ゲーム本編では、SFC版・リメイク版ともに直接の描写はないが、当時を知る者の会話から過去を断片的に知ることができ、かつてのガンディーノの悪政の中、養父母の借金の肩代わりとして国王の奴隷として献上されたが、自身の美貌が元で皇太后の嫉妬を買い、国王に引き合わされる前に暗い地下牢へと送られ囚人同様の暮らしを強いられていたものの、他の囚人の助力もあり脱獄することができた、ということが垣間見える。
その後各地を転々とし、ムドーに挑もうとする主人公たちと出逢った。ムドーの城へ潜入する際に金色のドラゴンを呼ぶオカリナを使う。ムドー討伐の際、主人公やハッサン同様にムドーの術にかかったが、唯一ムドー戦の記憶がある様な素振りを見せるなど、直接の描写こそないものの、主人公たちと再会する前に実体を取り戻していたことがうかがえる。
「出会う人々が振り返るほど」の美貌でありかっこよさが非常に高い。MP・すばやさ・かしこさも高いが、レベルアップがやや遅く、HP・ちから・みのまもりが低い。また装備できる盾が少ない。レベルアップで、ベホイミ・スクルトといった回復・防御呪文や、ヒャド・イオといった攻撃呪文を覚える。
SFC版では混乱と踊り封じを無効化し、マホトラが効きにくい特徴がある。
バーバラ
声 - 吉田古奈美（CDシアター版） / 鶴ひろみ（オリジナルビデオ） / 三森すずこ（ライバルズ）
《家出娘》→《カルベローナの子》
かつての主人公たちと同じく透明になったまま彷徨っていた17歳の少女。月鏡の塔にて記憶喪失の状態で主人公たちに出会い、夢見のしずくの力で身体が見えるようになり、その後は主人公たちと共に旅をする。
喜怒哀楽のはっきりとした性格で、DS版の会話コマンドでは、天真爛漫に意見を述べることが多い。また、一部の会話では主人公に対する好意が垣間見えることもある。
その正体は魔法都市カルベローナの大魔女バーバレラの血を引いている魔法使い。現実のカルベローナが大魔王に滅ぼされた際、ほかのカルベローナの住人と同じく魂だけの存在となった。さらに夢の世界のカルベローナが封印されたときバーバラの魔法力が反発し、記憶を失って別の場所へ魂が飛んだ。カルベローナが封印から解かれた後、長からマダンテの極意を受け継ぐ。
現実世界にやってきた夢の世界の住人という点では体を取り戻す前の主人公たちと同じであるが、本体が既に滅ぼされているため、最後まで意識体のままである。
ムドーの島に入る際、パーティーから強制的に離脱するが、ムドーを倒した後はパーティーに復帰する。ルイーダの店に預けることはできず、敵のバシルーラは一切効かないので、特定のイベントを除きパーティーから外すことはできない。
MPとかしこさが非常に高く、すばやさも高いが、HP・ちから・みのまもりが非常に低い。レベルアップで、ベギラマといった攻撃呪文や、ルカナンといった攻撃補助呪文を覚える。イベントで前述の「マダンテ」を習得する。
SFC版では「メラ」「ギラ」「イオ」「ヒャド」系に若干の耐性を持つなど、呪文攻撃に強いのが特徴である。
チャモロ
声 - 瀧本富士子（CDシアター版） / 高山みなみ（ライバルズ）
《ゲント族》
癒しの力を持つゲント族長老の孫で、本作に登場する人間の仲間では最年少の15歳。ムドー戦の前、ゲントの村で主人公と対面したときに神のお告げを聞き、そのまま主人公の一行に加わる。
年少者であるが、幼い頃から修行に身を置いていたため、生真面目で大人びた性格で、逆に世俗的なことは苦手である。
MP・すばやさ・かしこさが男性キャラクターで一番高く、みのまもりも高い。ほかのステータスも低くない万能タイプであるが、7人いる人間キャラクターの中で最もレベルアップが遅い。仲間になった時点でホイミ・ベホイミの回復呪文を覚えており、レベルアップで、ベホマやザキなどの僧侶呪文を覚えていく。
装備品は後衛としてはトップクラスの物が揃っており、なぜかスライム系の防具も装備できる。また、加入時に装備している武器「ゲントのつえ」は、戦闘時に道具として使うとベホイミと同等の効果を発揮する。
テリー
声 - 緑川光（CDシアター版） / 神谷浩史（『ヒーローズ』・『ヒーローズII』）
演 - 風間俊介（『ライブスペクタクルツアー』）
《さすらいの剣士》
「青い閃光」の異名を持つ17歳の剣士。ミレーユの弟で、元はガンディーノの住人。幼い頃（作中の台詞によれば十年前）にミレーユが奴隷として連れて行かれたときに助けられなかった自分の弱さを呪い、世界一の剣を求め力こそ正義と信じる剣士となる。
一人旅の最中に何度か主人公たちと出会うが、姉に気づくことはなかった。また伝説の剣を見つけるも錆びていたためその剣をあっさりと見捨ててしまう。元々は姉を守るための手段として欲したはずの強さが目的と入れ替わり、強くなりたいという欲望からデュランの下僕となり、主人公、ひいては守るはずの姉と対峙することになるものの敗北し、自暴自棄になっていたところを姉に説得され、主人公の一行に加わる。
前述の経緯のため他者をあまり信じず、常に冷めた捻くれ者で、かつ自分本位な面が強いものの、強さを追い求めていたように本質的には純粋な性格である。
仲間になった時点で「戦士」をマスター済みで、「バトルマスター」に就いている。能力値は良くも悪くも平凡だが、主人公より多くの戦士系の重装備が可能。
SFC版では通常のキャラクターに比べて打撃系攻撃の回避率が高いという特徴がある。
元々は主人公の没デザインを再利用したもので、初期のストーリー案には無いキャラクターだった。
後に発売された『ドラゴンクエストモンスターズ テリーのワンダーランド』では、少年期の彼が主人公を務めている。
ファルシオン
夢の世界のレイドック西の森で暴れていた馬。主人公とハッサンに捕らえられた後に彼らの馬車を引く馬となる。名はハッサンの命名。
本体は空を翔る天馬・ペガサスであるが、デスタムーアの魔力によって、主人公・ハッサン・ミレーユと同じように本体を封印され、精神だけが夢の世界へ飛んだ。
暴れていたのは野盗に襲われていた商人を助けるためであり、あの時暴れ馬が居なければ、野盗に命を奪われていたかも知れないと、その商人は後に語る。
後に天馬の塔で本体と融合し、空を飛べるようになる。

### 仲間となる人物
以下の3人は特定のイベントでパーティーに加えることができるが、パーティーに加えなくてもゲームクリアに支障のないキャラクターである。SFC版においては、パーティーに加えた場合であってもエンディングに登場することはない。
アモス
声 - 江口拓也（ライバルズエース）
《村の英雄》
モンストルの町を守る戦士で、本作に登場する人間の仲間では最年長の30歳。「英雄」と呼ばれるが驕ることなく、気は優しくて力持ちな男戦士。かつて町を襲う魔物を退治したことで住民たちから慕われているが、その戦いで魔物に尻を噛まれ療養している。そのときの傷がもとで夜になると「モンストラー」という魔物の姿に変身してしまう体になってしまい、夜な夜な怪物の姿で町を練り歩き、地響きを起こして住民たちを悩ませるが、本人は夜中の出来事をはっきりと覚えておらず夢だと思い込んでいる。魔物となっても地響きを起こすだけで住民に直接危害を加えることはない上に、町を救った英雄へ対する遠慮と、アモス自身の性格の優しさから、住民たちは誰もこのことをアモス本人に告げられずにいる。
主人公たちが入手した「りせいのタネ」を飲むことによって「変身」をコントロールできるようになり、彼らの仲間に加わる。ただしイベントの選択次第ではパーティーに加わらずに町を去り、二度と会えなくなる。
SFC版では「バギ」系の呪文と特技に若干の耐性がある。
SFC版ではグラフィックは町などにいる戦士と同一である。
HP・ちから・みのまもりが高く、MP・すばやさ・かしこさが低い打撃攻撃タイプ。成長はやや遅め。最初から、「ホイミ」の呪文と、「へんしん」の特技を覚えているが、レベルアップで覚える呪文・特技はない｡
ドランゴ
声 - 山口眞弓（ライバルズ）
《バトルレックス》
アークボルトの旅人の洞窟でテリーに退治されたバトルレックス。テリーに倒された後、棺に納められアークボルト城の牢屋に安置されていたが、ある日突然棺の中から復活する。テリーと対峙した当時は自分の卵を破壊した彼を恨むような言動をしていたが、蘇ってからは一転、自分を打ち負かしたテリーに敬服して大人しく待ち続けており、テリーがパーティーにいる状態で話しかけることで仲間に加わる。「ドランゴ」という名前は仲間にした時点で初めて判明する。
「仲間モンスター」の分類に含まれるが、ドランゴはルーキーとともに「仲間モンスター」の中でも特別な存在であり、ドランゴ以外の通常のバトルレックスは仲間にすることができない。
性別は「???」表記。
初期のレベルアップが非常に遅く、すばやさが低いが、HP・ちから・みのまもりの成長率が非常に高く、後半はレベルアップが早くなる。仲間になった時点で「ドラゴン」の職業に就いている。さらには、レベルアップで「まじんぎり」「メタルぎり」「ザオリク」などの強力な呪文や特技を覚えるため、仲間になる時期の遅さを補って余りあるほどの強さを誇る。
『ドラゴンクエストモンスターズ テリーのワンダーランド』にも本作をモデルとしたイベントで同名のバトルレックスが登場し、そちらでは性別は雌である。
『VIII』に登場するスカウトモンスター（仲間モンスター）のバトルレックスの名前も「ドランゴ」となっている。
ルーキー
《スライム》
スライム格闘場のスライム専用のエリアにいるスライム（基本体）。スライム系の仲間モンスターさえ連れていればスライム格闘場についた時点で会うことができる。スライム格闘場のオーナー・スラッジのスライムであり、人語は喋れず、「プルッ」、「プルルン」などとしか喋れない。スライム格闘場でチャンプに勝つと主人公のパーティーに加わる。
レベルをある程度上げると、スラッジからある褒美を送られる。最初から、「スクルト」「ベホイミ」「メラミ」といった呪文を覚えており、初期レベルが20、最大MPもそこそこ上がるといった、通常の仲間モンスターのスライムとは違う点がある。また、レベル90になると強烈な技を覚える。

### ライフコッドの人物
ターニア
声 - 竹ノ内美奈子（CDシアター版） / 鬼頭明里（ライバルズエース）
ライフコッドに住む16歳の少女。
夢の世界では主人公の実の妹であり、ライフコッドで主人公と一緒に暮らしている。年に一度の村祭りで精霊の使い役を務めることとなり、その儀式の最中に山の精霊に憑依され、主人公に旅立ちの啓示を下した。
現実世界では両親を亡くし一人暮らしであったが、ムドーに敗れて記憶を失い倒れていた実体の主人公を偶然発見し、介抱して一緒に住むようになる。以前から兄が欲しいと思っていたため、実体の主人公を「おにいちゃん」と呼び、兄のように慕っている。ライフコッドが魔物に襲われた際、主人公の実体と意識体が融合するのを目の当たりにする。
現実世界では義妹・夢の世界では実妹という存在であるが、どちらの世界でも主人公に対して兄妹以外の好意を思わせるセリフがある。
ランド
声 - 細井治（CDシアター版）
ライフコッドに住む青年。現実世界でも夢の世界でもターニアに思いを寄せている。
夢の世界では主人公がターニアの実兄であり、精霊の冠を買いに行く役目を任されるなど頼れる兄貴的な存在として慕っている一方で、ランドは仕事もせずに遊んでばかりで村の子供たちにもあまり好かれていないなど、立場が現実世界と逆になっている。後にバーテン見習いや観光ガイドなど、職を転々とする。
現実世界では実体の主人公を快く思っておらず、邪魔者扱いし、毎日のように罵っている。
ジュディ
ライフコッド村長の娘。現実世界ではランドの幼馴染でいつも彼のことを気にかけている。夢の世界ではランドよりも主人公に対して好意を抱いており、話は結婚するかどうかまで進展していく。
主人公（実体）
主人公の肉体の方。ムドーによって精神体が夢の世界へ飛ばされたがハッサンと違い、石化が自然に解けた。しかし精神体と分離された影響で記憶喪失のまま動き出してしまい、目的もなく彷徨ってしまう。そうしてライフコッドの山肌の道で行き倒れていたところをターニアに助けられ、以後、ライフコッドでターニアとともに暮らす。
現実世界のライフコッドはよそ者を歓迎しない傾向にあるが、実体の主人公はターニアに気に入られたことで歓迎されている。
しばらく時間が経ち、現実世界のライフコッドにやってきた精神体の主人公と出会ったときに記憶を取り戻し、合体の兆候を見せるが実体が元に戻る事を拒否して逃げ出す。追いついた主人公一行に心情を話して諦めてもらおうとしたが、ライフコッドが魔物達に襲撃されたことを知らされたため急いで戻り、家に侵入してきたまおうのつかいと戦うが、分離した影響で弱体化していた事と、まおうのつかいが強敵だったため劣勢を強いられた。このままでは負けてターニアも殺されると悟り、主人公にある質問をした後、ターニアを守るために一つに戻る事を決意し、合体を受け入れた。しかし合体して一つに戻ったものの、本体と意識体が分かれてから時間が経ち過ぎていたため精神は完全に元に戻れなかった。
まおうのつかいが分離した主人公を弱いと言うが、はざまの世界のモンスター達と奮戦できていたため、素の実力は高い。

### レイドック王国の人物
レイドック国王
声 - 菅生隆之（CDシアター版）
レイドックの国王で、主人公の父親。ムドー討伐に出かけたが、その道中でムドーの術にかかり、精神だけが夢の世界のムドーとして仕立て上げられ、夢の世界から戻れなくなる。そのため現実世界での本体は覚めることなく眠り続ける。
現実のムドーが倒された後は、シェーラと入れ替わる形で夢の世界のレイドック王となるが、そこでは気さくで女性好きな振る舞いをし、主人公が実の息子であることを認識している。
シェーラ
声 - 田中敦子（CDシアター版）
レイドック王妃で、主人公の母親。夢の世界でムドーとなった夫を助けるために自身の精神も夢の世界へ飛び、レイドック王の姿をしてムドー討伐を企んでいた。そのため現実世界の本体は王と共に眠り続けていた。
現実世界の住人であるが、長らく夢の世界で活動していたこともあって、夢の世界の概念についてある程度認知している様子。主人公が本来の自分自身と記憶を取り戻す前も、彼が自分の息子であるという確信を持って接する。
夢の世界でのムドー討伐には主人公たちと同行する。ムドーが倒された後も夢の世界のレイドック城に貴婦人の姿で現れ、夫の振る舞いを監視している。
トム / ソルディ
声 - 金尾哲夫（CDシアター版）
現実世界でのレイドックの兵士長。自分の名前が気に入らず、子供の頃の兵隊ごっこで「ソルディ」と名乗っていたため、夢の世界ではソルディ兵士長となっている。
夢の世界のソルディはムドー討伐の任務中に行方不明となるが、はざまの世界に飛ばされており、後に牢獄の町で再会する。アクバーの手下として組織に潜り込み、囚われていた「大賢者マサール」と思われる人物を救い出そうとしていた。主人公たちに兵士の服を与え、革命時には反乱軍として活躍する。
現実世界では偽王子事件の責をゲバンに追及され、辺境の地に飛ばされ、魔物との戦いで戦死したとされる。のちにフランコが兵士長の後任となる。
フランコ
現実世界のレイドックの兵士。主人公が幼い頃から城に仕えていたらしく、ゲバンを快く思っていなかった。ゲバンに異を唱え、任を解かれ城を追われるが、後に呼び戻され兵士長となる。
ゲバン
声 - 星野充昭（CDシアター版）
現実世界のレイドックの大臣。レイドック王夫妻が眠りに就いていることをいいことに専制政治を行う。ムドー討伐のための兵力増強を謳い、その実自らの私腹を肥やさんと金貨50枚という莫大な税金を掛けるなどの圧政を敷き、国民には嫌われていた。偽王子事件ではそれを見破り、主人公を城から追い出す。王夫妻が目覚めた後は追放された。
夢の世界ではレイドックに来た世界一の富豪となっており、足元を見る性格は変わらず。後に現実世界からやってきた国王によってレイドック城の地下牢に投獄される。本人は現実世界での記憶が無いため納得しておらず、見張りの兵士も首をかしげていたが、物語終盤では「詳しいことは解らないが、自分は本当に悪いことをしたような気がしてきた」と現実世界の自分と記憶が共有され始めたとも取れる発言をしている。

### その他の人物
グランマーズ
声 - 鈴木れい子（CDシアター版） / くじら（ライバルズ）
サンマリーノの南に住む夢占い師の老婆。「グラン」が称号で「マーズ」が名前である。現実世界の住人だが、夢の世界の人間の姿を見ることができる。
ムドーに敗れて精神体となっていたミレーユを助けた。主人公が自分を取り戻し、レイドック城で一晩過ごした際も城に呼ばれ、完全に元の自分に戻りきれない主人公へ助言を与える。
『X』では配信クエスト「夢現篇」に登場。ダークドレアム打倒のため主人公に協力する。
ブボール
声 - 巴菁子（CDシアター版）
カルベローナの長老。伝説の魔法「マダンテ」の継承者。時の砂の結界によって外界から隔絶された小部屋に住まい、時間はおろか、大魔王の魔力からも守られていた。
バーバラにマダンテを継承した際、結界が解かれたことでデスタムーアの攻撃を受け、命を落とす。
カルベ夫妻
カルベローナに住む老夫婦。バーバラの育ての親で、「魔法の絨毯」を始めに、不思議な力を持つアイテムを作っていた。子供の頃のバーバラに、羽根の生えた服を作ってやったこともある。
永い間眠りに就いていたが、マダンテ継承の儀をきっかけに目覚める。
ルビス
声 - 潘恵子（CDシアター版）
ムドーの島近くの海底の城に住む精霊。様々な場所で主人公たちの手助けをする、影なる功労者。時に山の精霊としてターニアに憑依し、仮の姿である主人公に旅立ちを促し、時に神のお告げをチャモロに下し、時に巨人の門番兄弟の心を溶かす。
デスタムーアの妖術の標的にならないよう、陰ながら主人公たちに加護を与えていたということが、牢獄の町の学者によって明らかになる。
同名の精霊は過去作の『ドラゴンクエストII』や『III』に登場する。
ゼニス
声 - 屋良有作（CDシアター版）
夢の世界を束ねる王。クラウド城の主。異世界への扉の鍵を握っている。
マサール&クリムト
声 - 塚田正昭（マサール・CDシアター版）、広瀬正志（クリムト・CDシアター版）
旅の扉を生み出す力を持つ大賢者兄弟。マサールが兄、クリムトが弟。
その力を欲し、かつ恐れたデスタムーアによってはざまの世界に囚われている。

### 大魔王とその手下
最終ボスである大魔王および大魔王の手下であることが作中で示されている魔物たち。
ムドー
声 - 徳丸完（CDシアター版） / 塩屋浩三（ライバルズ）
四大魔王の一人。2足歩行の怪獣のような姿。ダーマの神殿の封印を司り、さらに現実の世界を支配しようとする。
オープニングにて主人公、ハッサン、ミレーユを破り、彼らを夢世界と現実世界に分離し、記憶を奪い追放する。
世界中の人々にその名を知られており、主人公たちと戦う際は2連戦となるが、変身などはせず能力のみパワーアップする。
夢の世界の地底魔城にもムドーがいるが、その正体は現実世界のムドーの術によって夢の世界に引きずり込まれた現実世界のレイドック王の心（意識）である。
ジャミラス
声 - 山野井仁（CDシアター版）
四大魔王の一人。目が3つあり、鳥と獣を合わせたような姿で、メダル王の城の封印を司る。ムドーに代わって人間を支配するべく、夢の世界において「しあわせの国」の話で人心を集めて人々を誘拐していた（チャモロ曰く「魔物にとってのしあわせの国」）。
唯一夢の世界に巣食う魔王であり、雄弁家でカリスマ性を持つ。ひょうたん島を支配している。
彼との戦闘で全滅すると、それまでのことは夢オチとなり、ゴールドが半分になって砂漠の抜け道の宿屋で全員生きた状態で目覚めることになる。
グラコス
四大魔王の一人。海底神殿に住む半魚人のような姿をした海の魔王で、魔法都市カルベローナの封印を司る。
人魚たちからは「海の悪魔」と呼ばれて恐れられており、海の帝王ポセイドンからも目の敵にされている。倒すと「グラコスのやり」が手に入る。
次回作『ドラゴンクエストVII エデンの戦士たち』にも設定を変更した上で再登場する。
『ドラゴンクエストX 目覚めし五つの種族 オンライン』ではコインボスとして登場する。
デュラン
声 - 中田和宏（CDシアター版）
四大魔王の一人。人間に近い姿をしており、地上世界の魔王では最強を誇る。クラウド城の封印を司り、封印した城を自らの居城にしている。
強きを尊び、自分より強い者は敵であっても認める武人のような人格の持ち主。敗れた際も恨み言や負け惜しみなどは一切言わず、デスタムーアの存在を主人公たちに教えた上で「さらに強くなれ」「生まれ変わったらまた会いたい」と言い残す。
戦闘時は、まずキラーマジンガとランドアーマー、次にテリーを主人公たちと戦わせて主人公たちの強さを窺い、その後主人公一行を全回復させてデュラン本人が戦う。
SFC版では指が4本だったが、後の作品では指が5本に差し替えられた。
アクバー
デスタムーアの右腕的存在で、牢獄の町の主。囚われている人々の心の拠り所であるシスターアンナに魔物の魂を植えつけ、自身の妻にしようと企む。気に入らない部下を躊躇うことなく処刑する残忍な性格。大賢者兄弟のクリムトを幽閉している。用心棒としてガーディアンを2体引き連れている。
ゾゾゲル&ドグマ
牢獄の町の監視人を務める二人組。ゾゾゲルは町の兵士長で、ドグマは魔法使い。2人ともアクバーの部下で多くの囚人を処刑してきた。
戦闘時はドグマが特定のターンで使う「ドグマのにらみ」によって全員が必ず麻痺状態に陥り全滅することになり、いわば事実上の負け戦闘となる。
2人とも革命時に酒を大量に飲まされて眠らされる。ゾゾゲルは眠っているときに話しかけると再戦を挑むことができるが、ドグマは（目を開けたまま）寝ているため再戦は挑めない。そのため倒さなくてもクリアは可能。
魔王の使い
デスタムーアの部下。主人公の本体を葬るべく、魔物の軍団を引き連れて現実のライフコッドを襲う。外見はボーンファイター系の魔物。
主人公の本体と戦っている最中に主人公が一つに戻って戦うのが本来の流れなのだが、合体前に戦いを挑んで倒すことも可能。
ただし、結局合体しないとストーリーが進まない上、合体しないとかなりの強敵と言う設定が反映され、大幅に強くなった強化個体として立ち塞がるため、生半可なレベルでは勝てない。
ズイカク&ショウカク
デスタムーアの部下の2人組。間の抜けた言動が目立つ。嘆きの牢獄に捕らえられたマサールの精神に入り込み、弟のクリムトが処刑される映像を繰り返し見せ続けることで精神を蝕み、デスタムーアへの忠誠を誓わせようとする。外観はズイカクは動く石像の色違いでショウカクはトロルの色違い。
デスタムーア
声 - 緒方賢一（CDシアター版）
本編の最終ボスであり、現実と夢の世界を我が物にしようと企む大魔王。夢でも現実でもない「はざまの世界」を作り出してそこに居城を構え、部下であるムドーたちに自身の脅威となる夢の世界の拠点を封印させ、現実の世界ともども支配。自身は人々を「はざまの世界」に引きずり込んで、その悲しみと絶望を糧にし、欲望に呑まれ堕落していく様を見て愉しむ。それにも負けぬ強く清い心を持つ人間は牢獄の町に送る。
後に牢獄の町にてクーデターが起こった際には、凄まじい魔力で一瞬の内に町の全ての人間を石や動物に変える。
変身を伴う3つの姿を持ち、初期形態は自ら「じじいの姿」と呼ぶ老人で、2つの玉を操りさまざまな術を使う。
第2形態は全身にトゲを生やした筋骨逞しい魔物の姿。大防御しつつ攻撃するなど、複数回攻撃可能なボスの特権を最大限に生かして攻める。
最終形態は本体（顔）・右手・左手に分かれてそれぞれが独立した生物のように動き、「ザオリク」で完全復活を計るなど両手とのコンビネーションを生かした行動を取る。
最後は主人公たちとの死闘に敗れ、「はざまの世界」もろとも消滅した。
なお、パッケージイラストの主人公たちの背景に初期形態が描かれている。

### その他の魔物
大魔王デスタムーアと無関係であるか、その手下であることが作中で示されていない魔物。
ミラルゴ
魔術師の塔に住む邪悪な魔術師。1000年前の人間であり現実世界では肉体は既に死んでいるが、魂は夢の世界で生き続けている。イリカに一方的な恋をするも自分のルックスに自信が持てず、ついに真っ当に告白することなく、当時のフォーン城を滅ぼした上でイリカを攫って鏡の中に封印。以後1000年もの間、自分の愛を受け入れるかと、鏡の中のイリカに問い続けていた。
嘆きの巨人
牢獄の町で門番をしている双子の巨人兄弟。特に兄は誰にも負けたことがなく、多くの勇士を葬り去っていた。
実は大魔王によって滅ぼされた巨人族の生き残りであり、大魔王に仕えるフリをしながら真の勇者たる人物を待っていた。大革命の際には、兄が事情を知らない住民によって眠らされる。最終的には大魔王の呪いによって兄弟揃って石化させられる。
ダークドレアム
声 - 若本規夫（ライバルズエース）
「破壊と殺戮の神」の異名を持つ伝説の大悪魔。空気中を漂う魔物の魂を喰らい、魔王すらその糧とすると伝えられている。人々の見た悪夢（Dark Dream）が形となった存在。その圧倒的な強さはデスタムーアを遥かに凌駕し、何者であってもダークドレアムを完全に滅ぼすことはできない。「誰の命令も受けぬ」と述べており、かつて自らを利用しようとしたグレイス王の城を滅ぼした。
クリア後に行くことのできる隠しダンジョンでボスとして登場し、全てを無に帰すべく主人公たちに戦いを挑む。ダークドレアムに勝利してもダークドレアムは消滅することはなく、隠しダンジョンにもう一度行くことで再度戦うことができる。20ターン以内に勝利すると主人公たちとともにデスタムーアのいる場所に赴き、主人公に代わって彼がデスタムーアを倒す。
SFC版ではデュランの色違い。
スマートフォン版『イルルカSP』では、あらゆる魔物の魂を食らったことで究極の存在に進化したとされる強化形態「マジェス・ドレアム」が登場する。

## 開発
前作はほとんどストーリーの流れに沿った順番でしかゲームを進行できなかった。しかし、前作より自由度の高かった『ドラゴンクエスト』・『II』を『ドラゴンクエストI・II』としてリメイクしたことをきっかけに、本作でも自由度を大切にするというコンセプトで作ることになった。
町の住人たちの台詞が変化するのは、住人達の会話内容からも生活感を出したいという堀井の考えによるもので、本作以前から実装を考えていたもの。本編のボリューム増加にも合わせ、シナリオのテキスト量はそれまでのシリーズ最長の4,000ページに及んでいる（前作は2,800ページ程）。

### 音楽
音楽面ではサウンドエンジニアとして『伝説のオウガバトル』のBGMで評価を得ていた崎元仁や『イーハトーヴォ物語』ですぎやまに才能を見出されていた多和田吏を起用。シリーズで初めてとなる専用サウンドドライバの採用により、オーケストラに近いサウンドがSFC上で実現した。しかしクオリティの高い音楽を使用しながら、サウンド面においての使用容量は2メガビット以下に抑えられており、これはサウンドエンジニアの技術が大きく貢献しているとすぎやまから語られている。その楽曲のうち、ダンジョンや戦闘向け等の曲では「悪のモチーフ」と名付けられたひとつのモチーフによる関連付けが成されている。また、同じ楽曲でも編成違いのバリエーションを作ったり、声のような音を使用したりと、これまでになかった試みもあった。
エンディングテーマは本作品用の新曲が用意されず、1978年製作のアニメーション映画『劇場版 科学忍者隊ガッチャマン』の劇伴曲ですぎやま自身が作曲していた「時の子守唄～レッドインパルスのテーマ」が流用された。すぎやまによると、アニメでの使われ方は気に入るものではなく権利を返却してもらった後ずっと温めていたところ、同作が自分のイメージにピッタリ当てはまったためアレンジした上でエンディングに使用したという。ただし本作向けの編曲（SFC音源の制約に合わせる、エンディング用に尺を調整する等）はされている。
ニンテンドーDS版では大半の楽曲がオーケストラ版を基にしたアレンジとなったが、「勇気ある戦い」や「迷いの塔」などではオリジナル版の要素を残していた。その後のスマートフォン版や『XI』で使用されている音源ではこれらもオーケストラ版を基にしたアレンジになった。

### 没案
ファンに人気のある魔族を主人公にするというネタがあったが、没案になった。また、企画当時は鳥山もマンネリ打開に陰のある主人公をデザインしたのだが、没案になり、そのデザインはテリーに一部引き継がれたという。
最初の設定では、バーバラとドラゴンと笛の三つのテーマのお話が一本裏にあったがなくなってしまったため、バーバラがドラゴンになるというのもなくなってしまった。バーバラがマスタードラゴンという話もあったが採用されていない。また2014年5月27日にニコニコ生放送「ドラゴンクエストXTV〜ドラゴンクエスト28周年記念スペシャル〜」でゲスト出演した堀井雄二が「バーバラは竜と言う設定は考えていた。だから、ある時バーバラはいなくなっちゃう」と明言した。

### スタッフ
- シナリオ、ゲーム・デザイン：堀井雄二
- キャラクター・デザイン：鳥山明
- 音楽：すぎやまこういち
- ディレクション、メイン・プログラム：山名学
- プログラム：ほらがいじんじ、てしまかつや、渡邊靖、さかもとじゅん
- モンスター・デザイン：鳥山明、中鶴勝祥
- グラフィック・デザイン：眞島真太郎、安野隆志
- サウンド・デザイン：多和田吏、崎元仁
- シナリオ・アシスト：石川文則、杉村幸子、折尾一則、布田全代
- プログラム・アシスト：滋野暁崇、三浦優子
- グラフィック・アシスト：かわさきやすまさ、和田匡博、まさきのりかず
- 広報：島村大三、山本秀樹、宮崎委子
- アートワーク：大塚充、大石直樹
- テクニカル・サポート：矢作貞雄、武下善郎、本間和文
- プロデュース・アシスト：犬塚太一、飯田真理子、早川陽一、本多圭司
- プロデューサー：千田幸信
- パブリッシャー：福嶋康博

## 他機種版

### 一覧
| No. | タイトル                                                                                          | 発売日                                    | 対応機種       | 開発元                 | 発売元                 | メディア     | 型式                                   | 売上本数 | 備考                                       | 出典                               |
| --- | ------------------------------------------------------------------------------------------------- | ----------------------------------------- | -------------- | ---------------------- | ---------------------- | ------------ | -------------------------------------- | -------- | ------------------------------------------ | ---------------------------------- |
| 1   | ドラゴンクエストVI 幻の大地 Dragon Quest VI: Realms of Revelation Dragon Quest: Realms of Reverie | 2010年1月28日 2011年2月14日 2011年5月20日 | ニンテンドーDS | アルテピアッツァ       | スクウェア・エニックス | DSカード     | NTR-YVIJ-JPN NTR-YVIE-USA NTR-YVIP-EUR | 150万    | リメイク版                                 | [ 28 ] [ 29 ] [ 30 ] [ 31 ] [ 32 ] |
| 2   | アルティメットヒッツ ドラゴンクエストVI 幻の大地                                                  | 2011年2月3日                              | ニンテンドーDS | アルテピアッツァ       | スクウェア・エニックス | DSカード     | NTR-P-YVIJ/A                           |          | 廉価版                                     | [ 33 ]                             |
| 3   | ドラゴンクエストVI 幻の大地                                                                       | 2015年6月11日 2015年6月24日               | Android iOS    | スクウェア・エニックス | スクウェア・エニックス | ダウンロード | -                                      |          | 2019年10月11日から13日まで値下げ配信された | [ 35 ] [ 36 ] [ 37 ] [ 38 ]        |

### ニンテンドーDS版
ニンテンドーDSでの「天空シリーズ」三部作のリメイク第三弾として、オリジナルのSFC版から約14年1ヶ月振りで2010年1月に発売された。キャッチコピーは「この旅は、夢という真実へ」。
基本的なシステムやインターフェイスは既にDSリメイク版として発売されている『IV』『V』に準拠しており、シリーズを通しての統一感が図られた。
BGMは内蔵音源だが、タイトル画面の「序曲のマーチ」のみ東京都交響楽団演奏のオーケストラ音源が採用された。
北米では『Dragon Quest VI: Realms of Revelation』、欧州では『VI』を除いた『Dragon Quest: Realms of Reverie』として発売された。そちらは『ドラゴンクエストIX 星空の守り人』の欧米版と同様に、任天堂の海外法人から販売された。

#### 主な変更点・追加要素
仲間会話システムの追加・会話記憶システムの廃止
移動中のみ、馬車の外に出ている仲間と会話することが可能。これによりヒントはある程度補完されるため、「おもいだす」等の会話記憶が廃止された。
仲間モンスターシステムの大幅な変更
スライム系モンスターを世界中から見つけ出して仲間にする「スライムスカウト」方式に変更された。それぞれに仲間になるための条件があり、これを満たせば仲間にすることができる。このため、本作では（ドランゴを除くと）スライム系モンスターを8種類・各1匹ずつしか仲間にできない。一方、「魔物使い」は「魔物マスター」に名称が変わった上で仕様が変更され、モンスターを仲間にする能力は失われた。また、仲間となるキャラクターが固定されたことにより、ルイーダの店で加えた仲間と別れる（メンバーから外す）ことは不可能になった。
魔物マスターは魔物を仲間にする能力を持たない代わりに、戦闘中に魔物をうっとりさせて眠らせたりオーラで立ち去らせる特殊能力を持つ。
すれちがいの館
前2作および『IX』でも採用されたすれちがい通信を用いたシステム。本作では、キャラクターや舞台を選んで「夢告白」を作り、これをすれちがい通信で交換することが可能。すれちがい人数が特定の人数に達することで、クリア後でないと仲間にできない特定のスライムをゲームクリア前に仲間にできたり、新たな夢告白の舞台を入手できたりする。また、『ドラゴンクエストモンスターズ ジョーカー2』と一方通行的な連動をしており、相手側が同作品の挿入された本体の場合、相手側にすれちがいバトルが発生する。
スライムカーリング
前作『V』に続いて導入されたタッチペンを使って遊ぶミニゲームが追加された。BGMは前作『V』と同じく「ずっこけモンスター」が使われている。なお、「うなれ！まほうだま」は一部の町でしかできない。
デスコッドの村の選択追加
SFC版ではデスコッドの村の正体は魔物たちと一部他作品の登場人物たちがいるのみだったが、DS版では会話の選択肢によって、魔物たちだけの村、『IV』の登場人物たちだけの村、『V』の登場人物たちだけの村の3通りに変化する。ここで、『IV』が近い未来、『V』が遠い未来の出来事と判明する。なお、一度選択肢を選んだ後は村の内容が固定され、やり直すことは不可能である。

#### キャラクターに関する変更点
- SFC版では一部の人間キャラクターにも耐性や特殊な回避率が設定されていたが、DS版では全て削除され、すべて一定となった。また、仲間モンスターの持つ耐性は同種の敵モンスターと同じものに変更された（例:DS版のドランゴは敵として登場するバトルレックスの耐性に準拠）。そのため、DS版では耐性を持つのは仲間モンスターのみとなっている。
- テリーの初期レベル上昇。SFC版では初期レベル23だったが、DS版ではレベル28となり、戦士だけでなく武闘家もマスターした状態で加入する。初期ステータスもそれに付随して上昇しているが、成長率についてはSFC版と同様のものになっている。堀井によると、SFC版では終盤に合流することから本来の強さがわかりにくかったため、DS版ではステータスを向上させ強くなった印象を与えたかったという趣旨の発言をしている[40]。
- キャラクターの台詞や、ナレーションのメッセージなどが一部変更及び追加（例：ダーマ神殿に仲間モンスターシステムの変更について説明してくれる女性がいるなど）。

また仲間会話システムの導入によりキャラクターの性格が鮮明になった。
ハッサン
城など建物を見て品評しているなど感性にも大工の誇りがしっかり根付いている。
主人公たちの兄貴分として気遣いなどを見せつつ率直な感想を述べることが多く、人情話に弱いことがわかる。
ミレーユ
どんな場合も自分のペースを崩さず、冷静に状況を分析しながら的確に回答を行うことが多い。また自身の過去ゆえに平和な生活を愛していることが分かり、他者や動物に対しても常に慈悲深く接している。
DS版では「思い出す」系の特技が削除されたためにイベントに関するヒントを語ったりと「説明要員」としての一面も持つ。ただし、ガンディーノについてはかつての出来事からあまり話そうとしない。
チャモロ
要点を取り上げて率直に述べることが多く、他のキャラクターよりも文の量が極めて短い。曲がったことに対しては厳しい。
テリー
斜に構えつつながら正義感が強い言動を見せる。
アモス
《村の英雄》から《町の英雄》に変更された。
SFC版ではグラフィックは町などにいる戦士と同一であったが、DS版では一般戦士のグラフィックが変更されたため、実質的に彼専用のグラフィックとなった。
少々情けない三枚目の面やシュールなコメントを残すユーモアのある人物という設定となった。仲間になった後は、魔物に変身してしまうことも自らジョークのネタとしている。
ドランゴ
耐性が敵のバトルレックスに準じたものに変更されたため、SFC版以上の強さとなっている。
「ギルル」や「ギルルン」といった鳴き声を混ぜつつ片言でしか喋れないが、仲間になって以降は人の幸福を喜んだり子供や犬を可愛がったりするなど優しい一面を見せる。また自分の外見が怖いことを若干気にしている節がある。さらにテリーのことを当初は「青い人間」と呼んでいたが、後に「だんなさん」と呼ぶ。「運命の出会い」と言うなど、敬意を通り越し異性としての好意を抱いている（初登場時に卵を産んでおり、メスだと分かる描写は原作版からあった）様子を見せている。
牢獄の町における会話によると、巨躯であるがまだ子供のバトルレックスとのことである。

#### 主人公の仲間に加わるスライム
会うだけなら早い段階でできるものもいるが、仲間にするためには様々な条件が必要で、個別の追加イベントが用意されている。なおSFC版で通常の「仲間モンスター」として登場した種は、原作での1匹目と同じ名前が使用される。また仲間に加えることが可能なスライム（基本体）はルーキーのみとなった。
マリリン
《マリンスライム》
物語開始時に見る夢から覚めてターニアの話を聞いた後から会うことができる。最初に出会える仲間スライムだが、仲間にするには先にベホマンを仲間にする必要がある。
最初はマリンスライムの名前が「マリリン」だとは明かされず、後に判明する。
最初は上の世界のライフコッドの井戸の中にいるが、上の世界のレイドックでの試験の終了後はライフコッドから姿を消し、話が進むにつれて下の世界のレイドックの東の船着場などに移動し、最終的に下の世界の海底宿に居付く。
「悪いマリンスライム」を自称しており、一人称は「アタシ」で女性口調で喋る。また、「キュルルン」とも発言している。主人公にはほっといてほしいらしい。
ベホマンとは友達でありすれちがいを行っているが、ベホマンがマリンスライムに会いに行こうとするのを知るとベホマンがマリンスライムに会えないようにするために海に引っ越そうと考えるなどベホマンを避けている部分がある。海底にいるのは本人曰く「ベホマンとの約束を破って逃げたため」らしい。ベホマンを連れてくると仲間になる。
SFC版では仲間にできないモンスターで、「マリリン」という名前は原作では仲間になるリップスの1匹目の名前だった。
ピエール
《スライムナイト》
ホルス王子のお供をすべく、ホルストックに向かっているスライムナイト。ホルストックのストーリー終了後に話かけると、仲間に加わる。また、彼だけが仲間スライムの装備品の欄で別扱いになっている。
SFC版では通常の仲間モンスターだった。
ホイミン
《ホイミスライム》
夢の世界のクリアベールで、空飛ぶベッドに乗りたがっているホイミスライム。空飛ぶベッド入手後に話かけると、空飛ぶベッドに乗せてほしいという理由で仲間に加わる。
SFC版では通常の仲間モンスターだった。
ぶちすけ
《ぶちスライム》
過去のグレイス城にいるぶちスライム。伝説の悪魔召喚の儀式の日の城の様子に悪い予感を抱いており、逃げたがっている。話かけると無条件で仲間に加わる。馬車の中が気に入っているらしい。
SFC版では仲間にできないモンスターだった。
ベホマン
《ベホマスライム》
初期近くからマリンスライム（マリリン）の話で存在が確認されていたベホマスライム。すれちがいの館（スマートフォン版ではまぼろしの館）で仲間を待っている。話しかけると、仲間であるマリリンを探すべく仲間になる。
仲間にするためには、クリア前にすれちがいで10人集めるか、一度クリアする必要がある。
SFC版では仲間にできないモンスターだった。
キングス
《キングスライム》
ポルテの館にいるキングスライム。ベストドレッサーコンテストのランク7を優勝してから話かけると、オシャレな旅をするために仲間に加わる。
SFC版では通常の仲間モンスターだった。
はぐりん
《はぐれメタル》
すれちがいの館の奥の森にいる。ルーキー同様、人語を喋れない（こちらは「キュル」「キュルルン」などしか喋れない）。捕まえることができれば、仲間として加わる。
仲間にするためには、クリア前にすれちがいで20人集めるか、一度クリアする必要がある。
SFC版では通常の仲間モンスターだった。またSFC版の仲間にできるはぐれメタルとは違い、仲間になった時点で「はぐれメタル」の職業に就いている。

#### その他細かな変更点
- 3Dによる大幅な演出の追加。
- 一部名称の変更
  - サンマリーノ町長宅のメイド「サンディ」の名前が「メラニィ」に変更[41][注 17]。
  - SFC版での名称がシエーナであった町が、DS版ではマルシェになった。名前の変更は堀井雄二の提案で、変更した理由は主人公の母親の名前シェーラと似ていて混乱を招くため[43]。元々似た名前にしているのも理由があるが、混乱しないようにあえて変更した[43]。
  - SFC版での「ムーアの城」は「デスタムーアの城」の表記に変更された。
  - ドグマの使用する「ドグマのひとみ」は「ムラサキのひとみ」へ変更。
- 一部の町やダンジョンのマップ構造が変更。
- フィールドでは上画面に常に表示した状態となり、アイテムとしての「地図」は廃止された。
- 盗賊の鍵は道具枠から外れた世界地図の代わりとして売られており、交渉で安くなる。
- 敵のHPなどのステータスが全体的に減少。ただし素早さだけは軒並み上昇傾向に。また、得られる経験値やゴールドも全体的に上昇。
- SFC版にあった一部の不具合（バグ）が修正されたが、職業変更時の最高MP変化でキャラクターのMPが無限になる等の新たなバグも存在する。
- グランマーズの依頼を受けて夢見の洞窟に行く場合、ミレーユが戦闘に参加するようになった。（NPC扱い）
- 「すれちがいの館」の実装に伴い、SFC版の占いの館の機能はDS版以降ではグランマーズが行うことになった。
- 月鏡の塔でバーバラに最初の地点で話しかけた場合、夢見のしずくをかけるところまでがイベント化された。
- イベントにて、ルーラの行き先に「べっせかいへ」が追加され、ルーラで上下世界を行き来できるようになった。なお、行き先は必ず別世界のダーマ神殿となる。
- レベルアップ時や種などの使用によるステータス上昇値は、常に無職時（ステータス無補正）における上昇値が表示されるようになった。
- SFC版ではゲームクリア時、最後にセーブした時点の内容のままセーブデータにクリアフラグのみ記録されたが、DS版ではゲームクリア後にセーブが行われ、クリア時点でのデータが上書きされてそのまま引き継がれるようになった。このため、SFC版のようにストーリー序盤でクリア後の特典を得ることはできなくなった。
- クリア後の隠しダンジョンへの到達条件が、「ゲームをクリアすること」のみに変更された。SFC版当時の条件を満たすと、ゴスペルリングを入手できる。
- ダークドレアムはSFC版ではデュランの色違いであったが、『ドラゴンクエストIX』と同じポージングに変更され、剣や鎧に模様が描かれるなど独自のグラフィックが使われるようになった。
- その他多くのシステムやデザインがDS版『IV』『V』などの他作品準拠に変更。

### Android・iOS版
ニンテンドーDS版をベースとした移植だが、一部変更点がある。
- すれちがいの館が「まぼろしの館」に変更。各地の本棚から「夢のカケラ」を集めていくと施設が拡張されていくという形式になった。これにより、通常プレイでもクリア前に一部のスライムが加入可能になっている。ただしゲームクリア後でも変わらず条件を満たす必要がある。
  - ベホマンを仲間にするためには、夢のカケラを5個入手する必要がある。
  - はぐりんを仲間にするためには、夢のカケラを全て集める必要がある。
- テリーの初期レベルがDS版からさらに上昇しレベル33であり、戦士と武闘家だけでなく、魔法使いと僧侶もマスターした状態で加入する。初期ステータスも力が僅かに、素早さが大幅に上昇。ただし成長率の変更はなく、耐性や回避率もDS版のまま。テリー以外のキャラクターについてはDS版から変更無し。
- 仲間として加わるモンスターの性別が明記されるようになった（ドランゴとマリリンのみ「おんな」、それ以外は「おとこ」）。ただしベストドレッサーコンテストでは従来通りモンスター枠でしか参加できない。

## 反響

### 売上本数
発売当時はスーパーファミコンの全盛期であり、他メーカーにライバル機がなかった。その中で「ドラクエ派か、FF派か」と言われるほどの構図で人気があり、定価11,400円という販売価格であったにもかかわらず国内販売本数320万本を記録した。これは累計ソフト本数売り上げランキングでは3位であり、ハードメーカー元である任天堂ソフトを除くと1位である。当時はインターネットが整備されておらず、雑誌等の媒体のみであるが物語、システム共に評価は軒並み高かった。上下巻に分かれた厚い攻略本の売り上げも多く、幅広い年代から人気があった作品である。

### 評価
スーパーファミコン版
- ゲーム誌『ファミコン通信』の「クロスレビュー」では9・8・9・8の合計34点（満40点）でゴールド殿堂を獲得、レビュアーからは序盤のストーリー展開に関して否定的な意見が挙げられ、浜村通信は「序盤の展開の平坦さにはちょっと閉口」、羽田隆之は「序盤は『ドラクエ』じゃないかとさえ思った」とそれぞれコメントした。しかし両者ともストーリーが進行する事によって評価が変化し、浜村はモンスターを仲間にするシステムや転職システムに関して称賛、羽田は一流ブランドであるが故に「プレーヤーがなにかを期待しながら今を耐えられるのも、そして作り手が細かいエピソードの積み重ねで大筋のストーリーを浮き彫りにするような手法を取れる」と肯定的に評価した。またゲームシステムに関して、渡辺美紀は買い物のシステムが旧態依然としている事やふくろの使い勝手が悪いと指摘、ローリング内沢は基本的なシステムは変わっておらずシナリオが異なるだけであるとしたが、渡辺は「私が『ドラクエ』好きだからという理由で、納得できてしまう」、内沢は「RPGってシナリオとセリフまわしが重要と再認識」と総括した。
- ゲーム誌『ファミリーコンピュータMagazine』の読者投票による「ゲーム通信簿」での評価は以下の通り、26.2点（満30点）となっている。

| 項目 | キャラクタ | 音楽 | お買い得度 | 操作性 | 熱中度 | オリジナリティ | 総合 |
| 得点 | 4.5        | 4.5  | 4.0        | 4.4    | 4.6    | 4.2            | 26.2 |
ニンテンドーDS版
ゲーム誌『ファミ通』の「クロスレビュー」では9・9・8・8の合計34点（満40点）でゴールド殿堂を獲得した。

## 関連商品

### ガイドブック
- スーパーファミコン版
  - Vジャンプ緊急増刊号 ドラゴンクエストVI （集英社）
  - Vジャンプブックスゲームシリーズ ドラゴンクエストVI 幻の大地 （集英社、ISBN 978-4081080342）
  - ドラゴンクエストVI 幻の大地 公式ガイドブック 上巻 世界編 （エニックス、ISBN 978-4870258778）
  - ドラゴンクエストVI 幻の大地 公式ガイドブック 下巻 知識編 （エニックス、ISBN 978-4870258785）
- ニンテンドーDS版
  - Vジャンプブックスドラゴンクエスト6幻の大地夢幻の書 ニンテンドーDS版 （集英社、ISBN 978-4087795431）
  - ドラゴンクエストVI 幻の大地 公式ガイドブック ニンテンドーDS版 （スクウェア・エニックス、ISBN 978-4757527898）
  - ドラゴンクエストVI みちくさ冒険ガイド （スクウェア・エニックス、ISBN 978-4-7575-2959-5）

### その他の書籍
- 漫画『ドラゴンクエスト 幻の大地』（エニックス刊、神崎まさおみ著）（1997年 - 2001年）
- 小説 ドラゴンクエストVI-幻の大地-（エニックス刊、久美沙織著）
- ゲームブックドラゴンクエストVI（エニックス刊、全4巻） - ドラゴンクエストシリーズ最後のゲームブック。
- 調べ学習にやくだつわたしたちの生活と産業10 TVゲームをつくる ドラクエVIができるまで（ポプラ社、ISBN 978-4591047422） - 本作の制作風景を取材した本で、発売約8か月前に発行した児童図書。
- † CDシアター ドラゴンクエストVI - ドラマCDだが書籍扱い。

### 音楽作品
†は廃盤。
- † すぎやまこういち 交響組曲「ドラゴンクエストVI」幻の大地（ソニー・ミュージックエンタテインメント、SRCL2737-SRCL2738、1995年12月21日） - DISC1はオーケストラ版でロンドン・フィルハーモニー管弦楽団演奏、DISC2はゲーム音源集。
- † すぎやまこういち 交響組曲「ドラゴンクエストVI」幻の大地（ソニー・ミュージックエンタテインメント、SRYL7230-SRYL7231、1995年12月21日） - CD版と同時発売のMDソフト版。CDと同一内容で2枚組。
- † すぎやまこういち 「ドラゴンクエストVI」幻の大地 オン・ピアノ（ソニー・ミュージックエンタテインメント、SRCL-2740、1996年2月21日）
- † すぎやまこういち 「ドラゴンクエストVI」幻の大地 オン・エレクトーン（ソニー・ミュージックエンタテインメント、SRCL-3561、1996年4月21日）
- † すぎやまこういち 「ドラゴンクエストVI」幻の大地 イン・ブラス（ソニー・ミュージックエンタテインメント、SRCL-3562、1996年6月1日）
- † 交響組曲「ドラゴンクエストVI」幻の大地（SPEビジュアルワークス、SVWC-7066、2000年8月23日） - ロンドン・フィルハーモニー管弦楽団演奏。
- † 交響組曲「ドラゴンクエストVI」幻の大地（アニプレックス、SVWC-7369、2006年7月19日） - 東京都交響楽団演奏。
- 交響組曲「ドラゴンクエストVI」幻の大地（キングレコード、KICC-6305、2009年8月5日） - 東京都交響楽団演奏。
- 交響組曲「ドラゴンクエストVI」幻の大地（キングレコード、KICC-6319、2009年10月7日） - ロンドン・フィルハーモニー管弦楽団演奏。
- 「ドラゴンクエストVI」幻の大地 オン・ピアノ（キングレコード、KICC-6328、2009年10月7日）

### ビデオソフト
- Vジャンプ特別編集 ドラゴンクエストVI オリジナルビデオ - バーバラが案内役となってゲームの概要を紹介する販促品。VHS。『Vジャンプ』の読者全員応募サービスに応募により入手できた非売品。

## 動画・生配信・画像投稿に関するガイドライン
2021年3月19日改訂された。機種ごとに著作権表示が異なる。
- スーパーファミコン版 『ドラゴンクエストVI 幻の大地』動画・生配信・画像投稿に関するガイドライン[54]
- ニンテンドーDS版 『ドラゴンクエストVI 幻の大地』動画・生配信・画像投稿に関するガイドライン[55]
- スマートフォン版 『ドラゴンクエストVI 幻の大地』動画・生配信・画像投稿に関するガイドライン[56]